# Phradis kyushuensis
Phradis kyushuensis är en stekelart som beskrevs av Andrey Ivanovich Khalaim 2007. Phradis kyushuensis ingår i släktet Phradis och familjen brokparasitsteklar. Inga underarter finns listade i Catalogue of Life.